# Thierno Barry
Pour les articles homonymes, voir Barry.
Thierno Barry, né le 21 octobre 2002 à Lyon (Rhône), est un footballeur franco-guinéen qui évolue au poste d'avant-centre à l'Everton FC.

## Biographie

### Formation et débuts (2021-2023)
Né à Lyon en France au sein d’une famille guinéenne, Thierno Barry commence le football à l'AS Montchat, puis est formé par le SC Toulon avant de rejoindre le FC Sochaux-Montbéliard, où il se distingue avec la réserve du club, étant considéré comme l'une des promesses des lionceaux, mais il ne joue aucun match avec l'équipe première.
Le 6 juillet 2022, Thierno Barry rejoint la Belgique et le club du SK Beveren pour un contrat de deux ans, soit jusqu'en juin 2024, avec une année supplémentaire en option.
C'est avec ce club qu'il joue son premier match en professionnel, le 22 août 2022, lors de la première journée de la saison 2022-2023 de deuxième division belge, contre le Beerschot VA. Il entre en jeu à la place de Jóan Símun Edmundsson lors de cette rencontre perdue par son équipe par un but à zéro.
Auteur de 20 buts en 31 matchs de championnat, il termine meilleur buteur de la ligue cette saison-là, et est également élu meilleur joueur de Challenger Pro League.
Il quitte le club en juillet 2023 pour découvrir la Suisse et le FC Bâle.

### FC Bâle (2023-2024)
Le 3 juillet 2023, Thierno Barry signe en faveur du club suisse du FC Bâle pour un contrat de quatre ans, soit jusqu'en juin 2027.
Il joue son premier match pour le FC Bâle le 22 juillet 2023, à l'occasion de la première journée de la saison 2023-2024 de Super League, face au FC Saint-Gall. Titulaire ce jour-là, il est expulsé après avoir reçu deux cartons jaunes. Son équipe s'incline finalement par deux buts à un.
Il quitte le club et la Suisse pour rejoindre l'Espagne.

### Villarreal CF (depuis 2024)
Le 21 août 2024, Thierno Barry s’engage avec le club espagnol du Villarreal CF pour un contrat de cinq ans,, soit jusqu’en juin 2029.

### En sélection
En juin 2025, il est sélectionné pour participer à l'Euro espoirs.

## Statistiques

### Statistiques détaillées
| Saison                | Club                  | Championnat           | Championnat | Championnat | Championnat | Coupe(s) nationale(s) | Coupe(s) nationale(s) | Coupe(s) nationale(s) | Compétition(s) continentale(s) | Compétition(s) continentale(s) | Compétition(s) continentale(s) | Compétition(s) continentale(s) | Barrage | Barrage | Barrage | Total | Total | Total |
| Saison                | Club                  | Division              | M.          | B.          | P.d.        | M.                    | B.                    | P.d.                  | Comp.                          | M.                             | B.                             | P.d.                           | M.      | B.      | P.d.    | M.    | B.    | P.d.  |
| 2022-2023             | SK Beveren            | Challenger Pro League | 21          | 14          | 3           | 2                     | 0                     | 0                     | -                              | -                              | -                              | -                              | 10      | 6       | 2       | 33    | 20    | 5     |
| 2023-2024             | FC Bâle               | Super League          | 35          | 9           | 5           | 1                     | 2                     | 0                     | C4                             | 1                              | 1                              | 0                              | -       | -       | -       | 37    | 12    | 5     |
| 2024-2025             | FC Bâle               | Super League          | 3           | 5           | 0           | 1                     | 3                     | 0                     | -                              | -                              | -                              | -                              | -       | -       | -       | 4     | 8     | 0     |
| Sous-total            | Sous-total            | Sous-total            | 38          | 14          | 5           | 2                     | 5                     | 0                     | -                              | 1                              | 1                              | 0                              | -       | -       | -       | 41    | 20    | 5     |
| 2024-2025             | Villarreal CF         | Liga                  | 35          | 11          | 4           | 2                     | 0                     | 0                     | -                              | -                              | -                              | -                              | -       | -       | -       | 37    | 11    | 4     |
| Total sur la carrière | Total sur la carrière | Total sur la carrière | 94          | 39          | 12          | 6                     | 5                     | 0                     | -                              | 1                              | 1                              | 0                              | 10      | 6       | 2       | 111   | 51    | 14    |

## Palmarès
Thierno Barry début le football professionnel avec le SK Beveren avec qui il est vice-champion de deuxième division belge en 2023.
Parti ensuite au FC Bâle, il est champion de Suisse en 2025.